# Klaus Barckow
Klaus Barckow (* 19. August 1936 in Weimar) ist ein deutscher Bibliothekar. Er war der erste Leitende Bibliotheksdirektor der neugegründeten Universitätsbibliothek Paderborn.

## Leben und Wirken
Klaus Barckow studierte Mathematik, Physik, Astronomie und Sportwissenschaft und legte das Staatsexamen für den höheren Schuldienst 1962 ab. Von 1963 bis 1965 arbeitete er als wissenschaftlicher Angestellter am Mathematischen Institut der Technischen Hochschule Hannover. Im Jahre 1965 trat er als Bibliotheksreferendar an der Staats- und Universitätsbibliothek Bremen und der Staats- und Universitätsbibliothek Hamburg in die Ausbildung für den höheren Bibliotheksdienst ein und absolvierte die Fachprüfung hierfür 1967 in Hamburg ab. Von 1967 bis 1972 war er an der Staats- und Universitätsbibliothek Bremen tätig. 1972 wechselte er an die neugegründete Gesamthochschulbibliothek, später Universitätsbibliothek Paderborn, der er – 1976 zum Leitenden Bibliotheksdirektor ernannt – bis zu seinem Eintritt in den Ruhestand 2001 vorstand und ihren Aufbau innerhalb des Bibliotheksverbunds Nordrhein-Westfalen betrieb. Sein Nachfolger als Direktor wurde Dietmar Haubfleisch.

## Schriften
- (Hrsg. u. Mitautor): Bibliotheksverbund in Nordrhein-Westfalen. Planung und Aufbau der Gesamthochschulbibliotheken und des Hochschulbibliothekszentrums 1972–1975 (= Bibliothekspraxis, Bd. 19). Verlag Dokumentation, München 1976, ISBN 3-7940-4119-4.
- Bibliothekarische Daten und ihre Verarbeitung im Verbund. In: Die Zukunft automatisierter Bibliotheksnetze in der Bundesrepublik Deutschland. Möglichkeiten und Grenzen aus technischer und bibliothekarischer Sicht. Verlag Dokumentation, München 1977, S. 36–56, ISBN 3-7940-7021-6.
- Verbundkatalogisierung in Nordrhein-Westfalen. Erfahrungen und Ausblicke. In: Rainer Alsheimer (Hrsg.): Bestandserschließung und Bibliotheksstruktur. Rolf Kluth zum 10.2.1979 (= Beiträge zum Buch- und Bibliothekswesen, Bd. 17). Harrassowitz, Wiesbaden 1979, S. 210–224, ISBN 3-447-02008-3.
- Bibliotheksverbund aus der Sicht der Teilnehmerbibliotheken. Das Beispiel der Gesamthochschulbibliothek Paderborn. In: Hermann Havekost (Hrsg.): Bibliotheken im Verbund, Arbeitsplätze und neue Techniken (= Zeitschrift für Bibliothekswesen und Bibliographie, Sonderhefte, Bd. 32). Klostermann, Frankfurt/M. 1981, S. 69–79, ISBN 3-465-01463-4.
- Projekt Corvey. Eröffnung von Zugängen zu einem unbekannten Bestand älterer, seltener Literatur. In: Günther Wiegand (Hrsg.): Reden und Vorträge. 79. Deutscher Bibliothekartag in Bonn 1989 (= Zeitschrift für Bibliothekswesen und Bibliographie, Sonderhefte, Bd. 50). Klostermann, Frankfurt/M. 1990, S. 174–182, ISBN 3-465-02209-2.
- Einblicke in einen dynamischen Markt. Computerliteratur fuer kleine und grosse Bibliotheken. In: Buch und Bibliothek (BuB), Bd. 45 (1993), S. 362–380.
- (Hrsg., mit Walter Delabar): Neue Informations- und Speichermedien in der Germanistik. Zu den Perspektiven der EDV als Informationsträger für die literaturwissenschaftliche Forschung (= Jahrbuch für internationale Germanistik, Reihe A, Bd. 38). Lang, Bern u. a. 1994, ISBN 3-906752-79-8.
- Lieferantenauswahl beim Bezug von Monographien und Zeitschriften. In: Gernot Gabel (Hrsg.): De officio bibliothecarii. Beiträge zur Bibliothekspraxis. Hans Limburg zum 65. Geburtstag gewidmet. Greven, Köln 1998, S. 204–213, ISBN 3-7743-0311-8.
- (Mithrsg.): Fürstliche Bibliothek Corvey. Microfiche-Volltext Edition der Sachliteratur. Zwei Teile (mit CD-ROM). Olms, Hildesheim 2000.